# تينزي 1 (سيدي بولنوار)
تينزي 1 هي إحدى مشيخات المملكة المغربية، تتبع جغرافيا لعمالة وجدة أنكاد وإداريًا لسيدي بولنوار. يقدر عدد سكانها بـ 2488 نسمة حسب الإحصاء الرسمي للسكان والسكنى لسنة 2004.